# Plan Patriota
El Plan Patriota fue un plan militar en Colombia desarrollado por el gobierno de Álvaro Uribe Vélez (2002-2010) con el apoyo financiero del Gobierno de los Estados Unidos en un esfuerzo por combatir a los grupos guerrilleros en Colombia: a las Fuerzas Armadas Revolucionarias de Colombia - Ejército del Pueblo (FARC -EP) y el Ejército de Liberación Nacional (ELN). El plan forma parte del gobierno de la Política de seguridad democrática. El plan también tiene como objetivo lograr presencia militar en las zonas más remotas de Colombia, donde la guerrilla tenía enclaves, y permitir la implantación de programas sociales. Algunos analistas consideran que el plan es una especie de segunda fase del Plan Colombia.

## Fases del Plan Patriota

### Primera fase: alistamiento y despliegue
- Plan Meteoro para las vías de comunicación[5]
- Batallones de Alta montaña

### Segunda fase: Debilitamiento
- Operación Libertad Uno
- Operación JM o "Campaña militar J.M."[6][7]
- Fuerza de Despliegue Rápido (FUDRA) y 12 brigadas móviles.[8]

### Tercera fase: Consolidación
- Buscó desarticular las estructuras de las FARC-EP en zonas rurales.[9]
- Fuerza de Tarea Conjunta Omega (FUTCO)

## Resultados
Fue considerada la campaña militar más grande de la historia de Colombia desde la Campaña Libertadora de Nueva Granada, y la más fuerte contra las FARC-EP después de la Operación Soberanía de 1964, se desarrolló en una etapa del recrudecimiento del conflicto y aunque lograría la llegada de las Fuerzas Militares a sectores del país históricamente dominados por las FARC-EP, el repliegue estratégico de esta guerrilla, que abandonó la guerra de movimientos que llevaba previo a 2002, la recuperación de vías y corredores estratégicos, los trabajos conjuntos entre las distintas ramas de la Fuerza Pública: Ejército Nacional, Armada de la República, Fuerza Aérea y Policía Nacional, no significó el fin del conflicto armado y no estuvo acompañado de un componente social de fondo y efectivo por parte del Estado.
Por su parte, las FARC-EP vieron este plan como un plan que "ayudaría al paramilitarismo", además de tildarlo de "fascista" y "entreguista". Ante la incapacidad por los dos bandos de culminar el conflicto por una vía militar, el gobierno de Juan Manuel Santos (2010-2018) inicia los diálogos de paz con las FARC-EP golpeadas en su estructura hasta el secretariado (muerte de Iván Ríos, muerte de Manuel Marulanda, abatidos Mono Jojoy, Raúl Reyes y Alfonso Cano) pero con capacidad militar, llegan a los Acuerdo de paz entre el gobierno colombiano y las FARC-EP.

## Críticas
- Falsos positivos (civiles ejecutados y presentados como bajas de las FARC-EP en combate).
- Varios ciudadanos se vieron afectados en sus propiedades, maquinarias etc. por lo cual se condenó al Estado.[15]